# علم حركة السوائل
الهيدروليات أو الهيدروليكا أو هندسة السوائل أو حركيات السوائل هو علم من علوم الهندسة التي تدرس الخواص الميكانيكية للسوائل، وهو العلم الأكثر انتشارا من بين العلوم التي تدرس القوى المطبقة على السوائل، ويعتبر الميكانيك الذي يركز على خواص السوائل القاعدة الأساسية لنظريات علم السوائل المتحركة.
و تغطي علوم السوائل المتحركة الكثير من المجالات والمفاهيم الهندسية مثل : التدفق في الانابيب - تصميم السدود -المضخات - العنفات (التوربينات)- القوى المائية - حسابات ديناميكا السوائل - قياس التدفق - سلوك وتأكل المجاري النهرية.
و تستخدم الآلات التي تعمل بالسوائل المتحركة في كثير من مجالات الحياة مثل وسائل النقل كالسيارات، المصانع، القطارات، الطائرات، الجسور المتحركة، الروافع والمعدات الثقيلة.
والألات التي تعمل بالسوائل المتحركة قد تكون خطيرة جدا فيما إذا استعملت بشكل خاطئ لأنها غالباً ما تعمل تحت ضغط عال للسوائل التي تؤثر عليها.

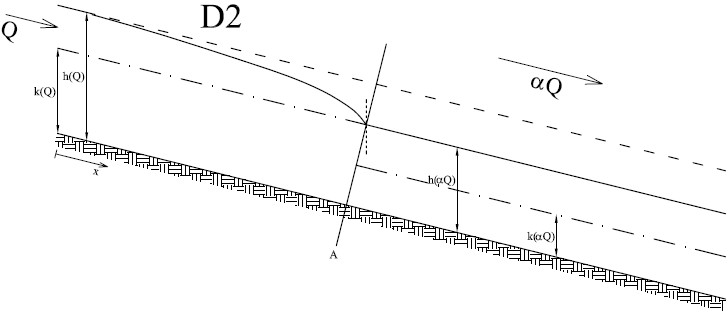
قربوسة الاِنسياب لقناة مفتوحة لاجحة (flow profile of an open draining channel)